# Jack Stephens
Jack Stephens é um diretor de arte estadunidense. Venceu o Oscar de melhor direção de arte na edição de 1980 por Tess, ao lado de Pierre Guffroy.